# Sistemas de funções iterativas

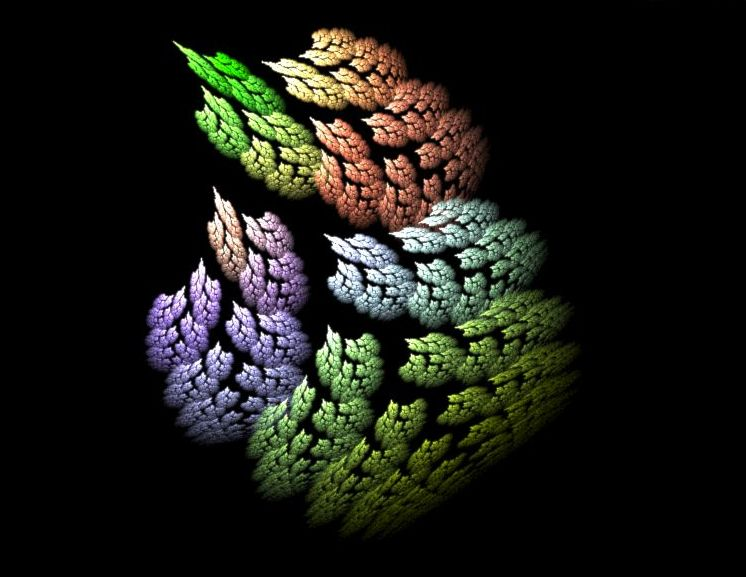
Chama fractal usando sistemas de funções iteradas não lineares em três dimensões.

Sistemas de funções iterativas ou sistemas de funções iteradas, também conhecidos pela sigla IFS (do inglês Iterated Function Systems) é uma técnica de se construir figuras fractais através da repetição em escala de uma mesma figura. Apesar de poder ser aplicada em qualquer número de dimensões, a técnica de sistemas de funções iterativas é mais comum em figuras bidimensionais, por questões práticas.
A técnica consiste em selecionar uma figura inicial qualquer e aplicar iterativamente a ela uma série de transformações afins (de onde o nome "sistemas de funções iterativas"), em geral com redução de escala, que geram "cópias" menores da mesma imagem. Este procedimento é repetido infinitamente até se obter uma imagem composta de infinitas cópias cada vez menores da mesma imagem.

## Definição
Os sistemas de funções iterativas podem ser matematicamente definidos da seguinte maneira:
Seja um espaço {\displaystyle X} e seu correspondente espaço métrico {\displaystyle (X,d)} (onde {\displaystyle d} é uma métrica para o espaço {\displaystyle X}), uma transformação {\displaystyle F:X\rightarrow X} é contrativa (também dito um mapeamento contrativo) se existir um fator de contratividade {\displaystyle s|0\leq s\leq 1} tal que: {\displaystyle d(f(x),f(y))\leq s.d(x,y),\forall x,y\in X}.
Um sistema de funções iterativas é um conjunto finito de funções contrativas {\displaystyle f_{i}:X\rightarrow X}, que pode ser definido também da seguinte forma:
{\displaystyle S=\bigcup _{i}^{N}f_{i}(S),\,}
onde
{\displaystyle S\subset \mathbb {R} ^{n}\,}
e
{\displaystyle f_{i}:\mathbb {R} ^{n}\to \mathbb {R} ^{n}.}
Sendo S o ponto fixo de uma operador de Hutchinson, que é a união das funções {\displaystyle f_{i}}.  Por se tratarem sempre de funções contrativas, o sistema eventualmente converge para um atrator, que é a figura final do fractal.
O uso mais comum sendo restrito a transformações afins bidimensionais, podemos considerar que um sistema de funções iteradas é um conjunto de transformações afins {\displaystyle S=\bigcup _{i}^{N}w_{i}(S),w_{i}:\mathbb {R} ^{2}\to \mathbb {R} ^{2}}.

## Cálculo dos fractais

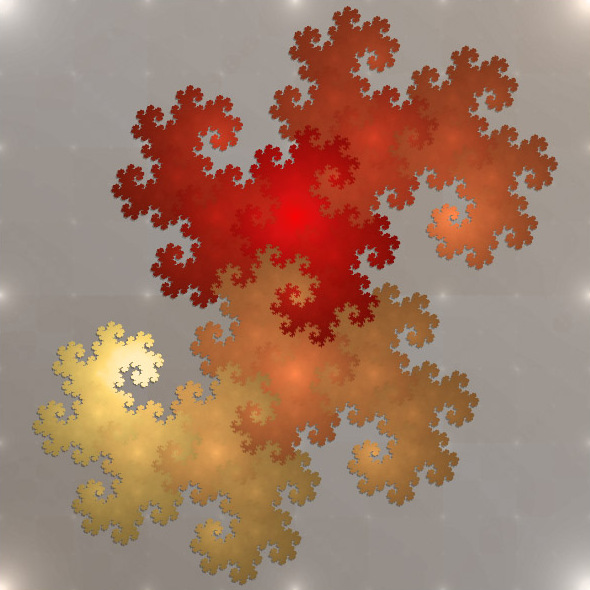
Curva do dragão de Lévy

Existem basicamente duas técnicas de se calcular os fractais definidos por um sistema de funções iterativas: uma forma determinística, e uma não determinística, conhecida também como Jogo do caos (ou em inglês Chaos Game).
A forma determinística consiste em em escolher um conjunto inicial {\displaystyle A_{0}\subset \mathbb {R} ^{2}} e aplicar as transformações {\displaystyle w_{n}\in S} nos elementos do conjunto {\displaystyle A_{0}}, de forma a gerar um novo conjunto {\displaystyle A_{1}}, e repetir o mesmo procedimento nos novos conjuntos gerados iterativamente de forma que:
{\displaystyle A_{n+1}=\bigcup _{i=1}^{N}w_{i}(A_{n})}
Na figura abaixo vemos a construção de um Triângulo de Sierpinski:
Deve-se notar que o conjunto inicial {\displaystyle A_{0}} não precisa ser relacionado com o atrator, que será o conjunto final  {\displaystyle A_{n}} quando {\displaystyle n} tender a {\displaystyle \infty }. O exemplo abaixo mostra isso intuitivamente para o Triângulo de Sierpinski:
Entretanto o poder computacional para executar o cálculo dessa forma cresce exponencialmente com poucos passos, por isso utiliza-se quase sempre o cálculo não determinístico. [carece de fontes?]

### Jogo do Caos
O Jogo do Caos é a forma não determinística de se calcular os sistemas de funções iterativas, e funciona da seguinte maneira: A cada uma das funções {\displaystyle w_{n}} é atribuída uma probabilidade de aplicação {\displaystyle p_{n}}. Escolhe-se um ponto inicial {\displaystyle d_{0}\in X} (onde {\displaystyle X} é o conjunto métrico definido anteriormente, em geral {\displaystyle X=\mathbb {R} ^{2}}) de forma aleatória (alternativamente pode-se escolher {\displaystyle d_{0}} como um ponto pertencente ao atrator). Aplica-se então as funções {\displaystyle w_{i}} de forma aleatória, escolhendo cada uma de acordo com sua probabilidade. Pode-se provar que aplicação das funções de forma indefinida acaba por convergir para o atrator do sistema.
As probabilidades de aplicação das funções {\displaystyle w_{n}} não influenciam na figura final, mas são um importante recurso para otimizar computacionalmente o processo. Comparativamente com o método determinístico, pode-se ajustar as probabilidades de aplicação de cada uma das funções {\displaystyle w_{i}} de forma que os pontos mais facilmente visualizados na figura sejam calculados mais rapidamente, enquanto os pontos menos visíveis demorem mais tempo a serem encontrados.

## Exemplos

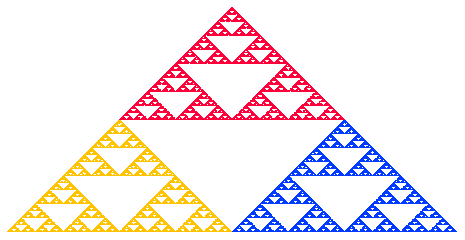
Triângulo de Sierpinski

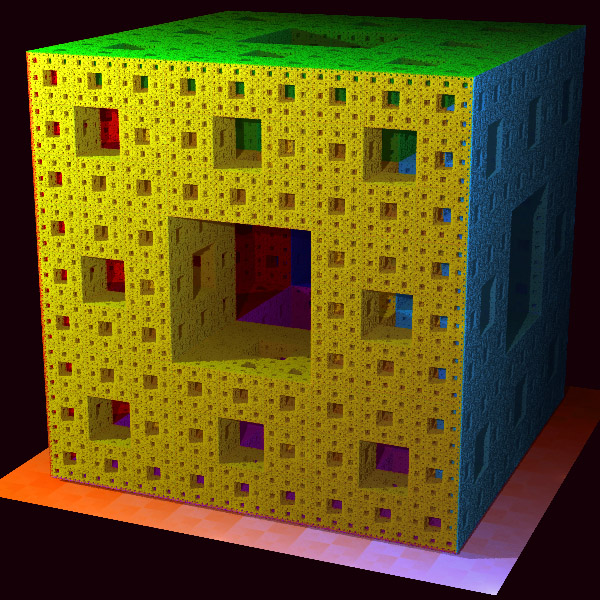
Esponja de Menger, um exemplo de fractal tridimensional

O exemplo mais comum de sistema de funções iterativas é o sistema conhecido como Sierpinski Gasket, ou Triângulo de Sierpinski. As funções que compões este sistema são:
{\displaystyle f_{1}(x,y)=({\tfrac {1}{2}}x,{\tfrac {1}{2}}y)}
{\displaystyle f_{2}(x,y)=({\tfrac {1}{2}}x+1,{\tfrac {1}{2}}y)}
{\displaystyle f_{3}(x,y)=({\tfrac {1}{2}}x+{\tfrac {1}{2}},{\tfrac {1}{2}}y+1)}
Ou ainda, na notação complexa mais comumente usada:
{\displaystyle f_{1}(c)={\frac {c}{2}}}
{\displaystyle f_{2}(c)={\frac {c}{2}}+1}
{\displaystyle f_{3}(c)={\frac {c}{2}}+{\tfrac {1}{2}}+i}
Ou seja, 3 cópias do conjunto inicial são feitas, na metade do tamanho, cada uma se posicionando em um dos extremos de um triângulo, deixando o centro do triângulo livre.
Para o Jogo do Caos pode se usar as probabilidades uniformes {\displaystyle p_{1}=p_{2}=p_{3}={\tfrac {1}{3}}}. O resultado se assemelha a figura ao lado, onde cada cor corresponde a uma das funções.
Um exemplo de sistema de funções iterativas tridimensional é a esponja de Menger que também pode ser vista ao lado. A Técnica pode ser estendida além das 3 dimensões, gerando fractais multi-dimensionais.

## Implementação
Abaixo temos uma implementação simples em javascript que desenha um fractal do tipo Triângulo de Sierpinski usando o método de Jogo do Caos.
```
	
function
 
run
()
 
{

	    
// cria o elemento onde será desenhado o fractal

	    
var
 
canvas
 
=
 
document
.
getElementById
(
'canvas'
);

	    
var
 
context
 
=
 
canvas
.
getContext
(
"2d"
);

	    
// seleção da cor

	    
context
.
fillStyle
 
=
 
'RED'
;

	    
// inicia com pontos aleatórios

	    
var
 
x
 
=
 
Math
.
random
();

	    
var
 
y
 
=
 
Math
.
random
();

	    
// 500 iterações

	    
for
 
(
var
 
i
 
=
 
0
;
 
i
 
<
 
500
;
 
i
++
)
 
{

	    	
var
 
prob
 
=
 
Math
.
random
();

	    	
var
 
xy
;

	    	
// executa aleatóriamente uma das funções.

	    	
if
 
(
prob
 
<
 
1
/
3
)

	    		
xy
 
=
 
gasket1
(
x
,
 
y
);

	    	
else
 
if
 
(
prob
 
<
 
2
/
3
)

	    		
xy
 
=
 
gasket2
(
x
,
 
y
);

	    	
else

	    		
xy
 
=
 
gasket3
(
x
,
 
y
);

	    	
x
 
=
 
xy
[
0
];

	    	
y
 
=
 
xy
[
1
];

	    	
// converte a escala para a escala da tela

	    	
xy
 
=
 
scale
(
xy
);

	    	
// marca o ponto na tela

	    	
context
.
fillRect
(
xy
[
0
],
 
xy
[
1
],
 
1
,
 
1
);

	    
}

	
}

	

	
// converte a escala de (-1,1) para (0, 500);

	
function
 
scale
(
xy
)
 
{

	  
return
 
new
 
Array
(

	    
xy
[
0
]
 
*
 
250
,

	    
(
2
 
-
 
xy
[
1
])
 
*
 
250
);

	
}

	

	
// systema de funções para triangulo e Sierpinski

	
function
 
gasket1
(
x
,
 
y
)
 
{

	  
return
 
new
 
Array
(
0.5
 
*
 
x
,
 
0.5
 
*
 
y
);

	
}

	
function
 
gasket2
(
x
,
 
y
)
 
{

	  
return
 
new
 
Array
(
0.5
 
*
 
x
 
+
 
1
,
 
0.5
 
*
 
y
);

	
}

	
function
 
gasket3
(
x
,
 
y
)
 
{

	  
return
 
new
 
Array
(
0.5
 
*
 
x
 
+
 
0.5
,
 
0.5
 
*
 
y
 
+
 
1
);

	
}

```